# Коропуна
Коропуна (на испански: Coropuna) е най-високият вулкан в Перу и третият по височина връх в Южна Америка.
Разположен е на 150 km северозападно от град Арекипа и на 110 km от крайбрежието на Тихия океан. Съгласно най-новите източници височината на Коропуна е 6427 m, като това го прави най-високия вулкан в Перу.

## Геология
Коропуна е стратовулкан, възникнал около от 1 до 3 млн. години назад по време на плиоцена. Вулканът е бил нееднократно активен още през холоцена. Геолозите идентифицират холоценови потоци от лава, които са се спускали на разстояние до 8,5 km. Също така има отлагания на пепел и лапили в радиус от 7 km около планината. Коропуна се причислява към спящите вулкани. Временната активност се ограничава с малобройните термални източници в околността, чиято температура на водите е от 20 °C до 51 °C. Основата на огромния вулкан има диаметър около 20 km. Областта на планината е обозначена с минимум шест покрити с лед върхове.

## Ледено покритие
В днешни времена снежната линия преминава на височина от 5300 m до 5600 m. Разтапянето на ледниците в Андите рязко е нараснало за последните 50 години. Ако през 1955 г. площта на леда е била 122,7 km², то през 2003 г. тя е останала едва 56,7 km², което съответства на спад с 54%.
Разтопената вода от Коропуна снабдява около 50 000 жители на провинциите Кондесуйос и Кастиля в региона Арекипа. Ако процесът на разтопяване продължава със същите темпове, то след 50 години Коропуна ще остане без лед, което ще доведе до това, че жителите няма да имат на разположениие питейна вода и вода за напояване.

## Свещена планина
Коропуна, като и други планини в Перу, по мнението на местните индианци е свещена планина, в която живее бог Апу. Апу е планинско божество, силно почитано по време на инките и на което са принасяни жертви, за да съответства климата или количеството на валежите на желанията на жителите.

## Туризъм
Изкачването на върха технически не е сложно, но отдалечеността на вулкана, голямата височина и крайните понякога ниски температури изискват доста висока физическа подготовка от алпинистите. Изкачването започва още от Laguna Pallarcocha, разположена в югозападното подножие на ледника.